# Luísa Mahin
Luísa Mahin   (segle XVIII - segle XIX) va ser un personatge històric d'existència controvertida, una ex-esclava d'origen africà, radicada al Brasil, que hauria pres part en l'articulació dels alçaments d'esclaus que van sacsejar la Província de Bahia en les primeres dècades del segle xix. No existeix, no obstant això, cap mena d'indici escrit de la seva participació en les revoltes i, seguns alguns historiadors, podria ser una espècie d'alter ego de l'escriptor Luís Gama.

## Biografia
El seu origen és incert: no se sap si havia nascut a la costa del golf de Guinea —on es trobava Sant Jordi de la Mina, el principal port del tràfic d'esclaus dels portuguesos en aquella època— o si es tractava d'una descendent d'esclaus, ja nascuda a Bahia. Membre del poble maí, d'on ve el seu cognom, Luísa Mahin va comprar la seva manumissió el 1812. Lliure, es va fer cuinera a Salvador. Va tenir un fill, el poeta i abolicionista Luís Gama, que la va descriure com una dona baixa, prima i bonica, altiva, de mal caràcter i venjativa.
Va estar involucrada en l'organització de totes les revoltes i alçaments d'esclaus que van sacsejar l'antiga Província de Bahia en les primeres dècades del segle xix. Mitjançant Mahin, eren distribuïts missatges en àrab, a través dels nens que suposadament li compraven menjar. D'aquesta manera, va estar implicada en la Revolta dels Malês (1835) i en la Sabinada (1837-1838). La seva casa va esdevenir el quarter general d'aquestes revoltes. Va ser perseguida, però va poder fugir a Rio de Janeiro, on finalment va ser detinguda i, possiblement, deportada cap a Angola, d'acord amb els relats de qui la va conèixer. No existeix, no obstant això, cap document que demostri aquesta informació, mentre que alguns autors opinen que Mahin hauria aconseguit fugir a la província de Maranhão.

## Carta a Lúcio de Mendonça
Lúcio de Mendonça va ser un escriptor i periodista carioca. A petició de Mendonça, Luís Gama va enviar-li una carta autobiogràfica titulada Lances doridos, datada el 25 de juliol de 1880. La carta és l'únic document que aporta informacions sobre la mare de l'abolicionista. A continuació el tros en el que parla sobre la seva mare, Luísa Mahin:
| «                                 | (portuguès) Sou filho natural de uma negra, africana livre, da Costa Mina (Nagô de Nação), de nome Luísa Mahin, pagã, que sempre recusou o batismo e a doutrina cristã. Minha mãe era baixa de estatura, magra, bonita, a cor era de um preto retinto e sem lustro, tinha os dentes alvíssimos como a neve, era muito altiva, geniosa, insofrida e vingativa. Dava-se ao comércio – era quitandeira, muito laboriosa, e mais de uma vez, na Bahia, foi presa como suspeita de envolver-se em planos de insurreições de escravos, que não tiveram efeito. Era dotada de atividade. Em 1837, depois da Revolução do doutor Sabino, na Bahia, veio ela ao Rio de Janeiro, e nunca mais voltou. Procurei-a em 1847, em 1856, em 1861, na corte, sem que a pudesse encontrar. Em 1862, soube, por uns pretos minas, que a conheciam e que me deram sinais certos que ela, acompanhada com malungos desordeiros, em uma “casa de dar fortuna”, em 1838, fora posta em prisão; e que tanto ela como os seus companheiros desapareceram. Era opinião dos meus informantes que esses “amotinados” fossem mandados para fora pelo governo, que, nesse tempo, tratava rigorosamente os africanos livres, tidos como provocadores. Nada mais pude alcançar a respeito dela. | (català) Sóc fill natural d'una negra, africana lliure, de Costa Mina (de la nació Nagô), de nom Luísa Mahin, pagana, que sempre va refusar el baptisme i la doctrina cristiana. La meva mare era baixa d'estatura, prima, bonica, de color negre fosc i sense lluïssor, tenia les dents blanquismes com la neu, era molt altiva, geniüda, impacient i venjativa. Era comerciant - venia menjar, molt treballadora i més d'un cop, a Bahia, va ser presa com a sospitosa d'estar involucrada en la planificació de les insurreccions dels esclaus, que no tingueren efecte. Era dotada d'activitat. El 1837, després de la Revolució del doctor Sabino, a Bahia, va venir a Rio de Janeiro, i mai més va tornar. Vaig cercar-la el 1847, el 1856, el 1861, a la capital, sense que la pogués trobar. El 1862, vaig saber, per uns africans, que la coneixien i em van donar mostres certes de que ella, acompanyada per camarades insurrectes, en una "casa de donar fortuna", el 1838, va ser detinguda i que tant ella com els companys van desaparèixer. En opinió dels meus informants, aquests "amotinats" haurien estat enviats fora pel Govern que, en aquell temps, tractava rigorosament als africans lliberts, tinguts com a provocadors. Res més vaig poder trobar al seu respecte. | » |
| — Luís Gama, Lances doridos, 1880 | | |   |

Biògrafs de Luís Gama, com Sud Mennucci, Elciene Azevedo i Ligia Fonseca Ferreira, afirmen no haver trobat mai documents que corroboressin la versió presentada per Gama en la carta. Creuen més probable que Luísa Mahin fos un personatge creat per l'autor, potser com un alter ego.

## En la literatura, investigacions acadèmiques i la cultura popular
En 2006, l'escriptora Ana Maria Gonçalves va publicar la novel·la històrica Um defeito de cor. El romanç, amb més de 900 pàgines, recorre la trajectòria de Luísa Mahin des dels seus cinc anys d'edat fins a la seva mort. Ben abans que ella, en la dècada de 1930, Pedro Calmon va escriure la novel·la històrica Malês: a insurreição das senzalas, on sorgeix per primera vegada la idea que Luísa Mahin fos líder de la rebel·lió Malê ocorreguda en Salvador l'any 1835. El professor i investigador João José Reis, en el llibre Rebelião escrava no Brasil, afirma que encara que, tot i haver estudiar exhaustivament els documents sobre la rebel·lió Malê, no va localitzar cap referència sobre Luísa Mahin, el que li duia a creure que es tractava d'una "barreja entre una realitat possible, una ficció abusiva i un mite llibertari".
El 2010, Aline Najara da Silva Gonçalves va publicar l'estudi Luísa Mahin entre ficção e história. L'any següent, Dulcilei C. Lima va llançar l'estudi Desvendando Luísa Mahin: um mito libertário no cerne do Feminismo Negro. Ambdues analitzen els llibres mencionats anteriorment i altres documents, en recerca de la comprensió sobre l'enigmàtica figura de Luísa Mahin.

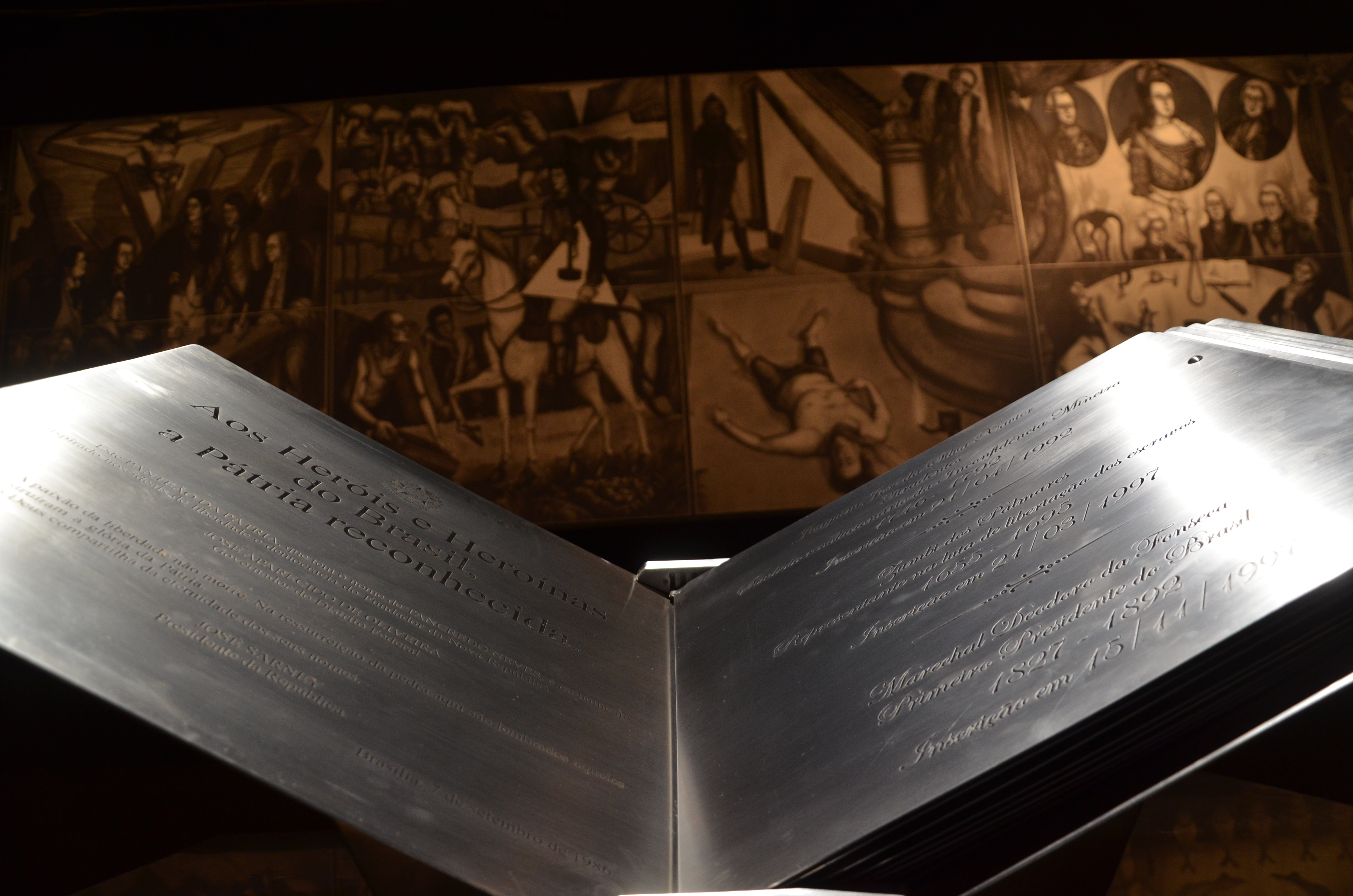
Llibre d'acer dels Herois i Heroïnes de la Pàtria

Luísa va tenir la seva biografia carnavalitzada l'any 2018 pel GRES Alegria da Zona Sul, amb el samba-enredo Bravos Malês! A Saga de Luísa Mahin. El 2019, la seva figura va estar present de nou en el carnaval carioca, citada com una heroïna entre altres figures històriques negres en l'enredo História para ninar gente grande, amb el qual l'Estação Primeira da Mangueira va conquerir el primer lloc.

## Llibre dels Herois i Heroïnes de la Pàtria
La Llei nº 13.816, del 24 d'abril de 2019, va inscriure el nom de Luísa Mahin en el Llibre dels Herois i Heroïnes de la Pàtria, dipositat en el Panteó de la Pàtria i de la Llibertat Tancredo Neves de Brasília.